# Lobelia diazlunae
Lobelia diazlunae är en klockväxtart som beskrevs av Jerzy Rzedowski och Graciela Calderón. Lobelia diazlunae ingår i släktet lobelior, och familjen klockväxter. Inga underarter finns listade i Catalogue of Life.